# آکواریوم رایونگ
رایونگ (به تایلندی: สถานแสดงพันธุ์สัตว์น้ำระยอง) یک آکواریوم عمومی در رایونگ، استان رایونگ، تایلند است.

این آکواریوم به‌طور مشترک متعلق به گروه شیلات تایلند و مرکز مطالعات و توسعه تحقیقات شیلات شرقی بوده و توسط این دو نهاد مدیریت می‌شود. این مجموعه دارای ۴۳ تانک آکواریوم با ظرفیت ۱–۴ تن در هر کدام و یک تونل شیشه‌ای در زیر آب، یک برکه، یک نمایشگاه قایق ماهیگیری و فضایی باز برای تماشای کوسه‌ها می‌باشد.